# آرشي ستارك
آرشي ستارك (بالإنجليزية: Archie Stark)‏ (21 ديسمبر 1897 في المملكة المتحدة - 27 مايو 1985 في الولايات المتحدة) هو لاعب كرة قدم أمريكي في مركز الهجوم. شارك مع منتخب الولايات المتحدة لكرة القدم. أما مع النوادي، فقد لعب مع فول ريفر ماركسمين وNewark Americans ‏ وWest Hudson A.A. ‏ وKearny Scots ‏ وBabcock & Wilcox (soccer) ‏ وNew York Field Club ‏ وPaterson F.C. (NAFBL) ‏ وHarrison S.C. ‏ وBethlehem Steel F.C. (1907–1930) ‏ وKearny Celtic ‏.

## وصلات خارجية
- آرشي ستارك على موقع قاعدة بيانات كرة القدم.إي يو (الإنجليزية)
- آرشي ستارك على موقع عالم كرة القدم.نت (الإنجليزية)